# Ngadirejo (Tegalrejo)
Ngadirejo is een bestuurslaag in het regentschap Magelang van de provincie Midden-Java, Indonesië. Ngadirejo telt 1755 inwoners (volkstelling 2010).